# Joachim Andreas Helwig
Joachim Andreas Helwig (* 13. Februar 1677 in Greifswald; † 13. August 1736 ebenda) war ein deutscher Professor der Rechtswissenschaft.

## Leben
Joachim Andreas Helwig war der Sohn von Christoph Helwig (1642–1690) und der Anna Regina Heune. Nach Privatunterricht bei Greifswalder Hochschullehrern wurde er 1694 an der Universität Greifswald immatrikuliert.
Zu seinen Lehrern gehörten Johann Philipp Palthen, Theodor Horn und Theodor Pyl. 1699 ging Helwig nach Wittenberg und wandte sich dem Studium der Rechte zu.
In Leipzig hörte er bei Bartholomäus Leonhard von Schwendendörffer, August Quirinus Rivinus und Lüder Mencke. In Halle hörte er bei Samuel Stryk, Christian Thomasius, Heinrich von Bode, Johann Franz Budde und Christoph Cellarius.
In Jena studierte er u. a. bei Burkhard Gotthelf Struve und Johann Philipp Slevogt.
1701 wurde Helwig Privatlehrer des Grafen Erasmus Ernst von Küssow in Stettin und bezog mit diesem die Universität Greifswald, wo er selbst einige Collegia hielt und gleichzeitig eine Anwaltspraxis betrieb. Er wurde Adjunkt am Greifswalder Hofgericht und kurze Zeit später zum königlichen Advokaten in Militärangelegenheiten nach Stettin berufen.
Nach der Eroberung Stettins im Großen Nordischen Krieg wich Helwig nach Stralsund aus, wo er fast drei Jahre unter dem Kommando von Karl Gustav Düker stand. Nach der Eroberung Stralsunds 1716 ging er wieder nach Greifswald und hielt Privatunterricht. 1722 wurde Helwig hier auf eine juristische Professur berufen.
Im Folgejahr promovierte er und heiratete Christina Catharina von Blixen, die ihn um mindestens 10 Jahre überlebte, doch waren der Ehe keine Kinder beschieden. 1724 wurde Helwig zum Assessor am königlichen Hofgericht bestellt, dessen Direktor er dann 1736 wurde.

## Werke
- De Foro Militari. Greifswald 1726. (Digitalisat in der Digitalen Bibliothek Mecklenburg-Vorpommern)